# حبيب جوهر حيات
حبيب حسن جوهر حيات (1934 - 16 يونيو 2020) مواليد دولة الكويت، وزير كويتي سابق ونائب سابق في مجلس الأمة الكويتي، في الفصل التشريعي الخامس عام 1975 عن الدائرة الأولى الشرق وحصل علي المركز الأول بـ900 صوت، وفاز بالانتخابات.

## السيرة الذاتية
شغل منصب مدير الشؤون المالية في وزارة الصحة العامة، ثم تم ترقيته إلى وكيل وزارة الصحة العامة المساعد للشؤون المالية والإدارية، وأصبح عضو لجنة النظر في تنقيح الدستور، ثم عضو مجلس إدارة البنك العربي الأفريقي، وعضو مجلس إدارة مؤسسة الخطوط الجوية الكويتية، وعضو مجلس إدارة البنك الأهلي الكويتي، وعضو المجلس الأعلى للتخطيط، حاصل علي الشهادة الجامعية، ودبلوم تجارة واقتصاد.

## مناصبه الوزارية
تولى منصب وزير المواصلات في عام 1990 ، وفي الوزارة الثانية تولى منصب وزير الدولة لشؤون الإسكان في عامي 1991 و 1992 ، وفي الوزارة الثالثة تولى منصب وزير الاشغال العامة عام 1994.

## وفاته
تُوفي الوزير حبيب جوهر حيات في صباح يوم الثلاثاء تاريخ 16 يونيو 2020 عن عمر ناهز الـ86 عامًا بعد صراع مع المرض.